# 5333 Kanaya
5333 Kanaya (1990 UH) là một tiểu hành tinh vành đai chính được phát hiện năm 1990 bởi Makio Akiyama và Toshimasa Furuta ở HPS. 